# Marco Pompeo Silvano Staberio Flaveno
Marco Pompeo Silvano Staberio Flaveno (in latino: Marcus Pompeius Silvanus Staberius Flavenus; Arelate, 3 circa – 82/83) è stato un magistrato, senatore e militare romano, console dell'Impero romano.

## Biografia

### Origini familiari
Di Pompeo Silvano, personaggio già noto grazie a Tacito, è stata chiarita parte della carriera grazie al ritrovamento di epigrafi da Leptis Magna e soprattutto di un'iscrizione da Arles, presumibilmente onorifica o sepolcrale. Grazie a queste, è stato possibile ricostruirne anche il nome completo: chiamato solo Pompeius Silvanus da Tacito, le epigrafi hanno permesso di aggiungere altri elementi alla nomenclatura, ora definita come Marcus Pompeius Silvanus Staberius Flavenus.
La sua origine è stata saldamente collocata nella città narbonese di Arelate, definendo quindi Silvano, nato attorno al 3, come provinciale. A lungo ritenuto homo novus, è stato recentemente stabilito come suo padre Marco Pompeo Prisco, attestato come senatore di rango forse questorio, e in ogni caso inferiore a pretorio, nel 20. Incerti sono invece i rapporti con i Pompeii Paulini, concittadini di Silvano entrati anch'essi in senato, e con gli Staberii, di cui è noto da Orazio un esponente straordinariamente ricco.

### Carriera sotto Claudio e Nerone
Degli inizi di carriera di Silvano, cominciata presumibilmente sotto Tiberio, non molto è noto a causa delle lacune epigrafiche: è stato ipotizzato che possa essere stato quaestor Augusti oppure tribuno militare in una legio Augusta, ma lo stato dell'epigrafe non permette certezza. La prima carica nota è il suo consolato suffetto al fianco di Aulo Antonio Rufo, forse anch'egli narbonese, da settembre (o forse persino luglio) a ottobre del 45. Al più tardi nel 53, poi, Silvano fu cooptato nel collegio sacerdotale dei XVviri sacris faciundis.
Dopo il consolato, la carriera di Silvano si sostanzia maggiormente. Dopo otto anni, Silvano fu sorteggiato come proconsole d'Africa nel 53: il suo mandato, durante il quale Silvano dedicò a Claudio e a Nerone l'anfiteatro di Leptis Magna, fu addirittura prorogato fino al 56, segno della vicinanza ai principes. Tuttavia, al suo ritorno, Silvano dovette affrontare, nel 58, un processo intentatogli dai cittadini della provincia, che in gran numero, erano pronti a far ascoltare i testimoni, mentre Silvano sperava in processo rapido: Nerone lo fece assolvere, ma il giudizio di Tacito rimane perentorio:
(Tacito, Annales, XIII, 52, 2 [trad. Bianca Ceva, BUR].)
Probabilmente è dopo il proconsolato d'Africa che si devono collocare le enigmatiche linee dell'epigrafe di Arles relative a delle legioni: se prima si riteneva che Silvano avesse ricoperto due legazioni di legione di rango pretorio (prima quindi del 45), è invece stato proposto che Silvano possa essere stato incaricato del dilectus, del reclutamento, di due legioni. In ogni caso, al più tardi nel 64, Silvano fu scelto anche come sodalis Augustalis Claudialis, sacerdote preposto al culto dei divinizzati Augusto e Claudio, del quale collegio fu anche magister nel 65.

### Il 69 in Dalmazia
Nel fatidico anno dei quattro imperatori, il 68/69, Silvano si trovava in Dalmazia come legatus Augusti pro praetore, forse già dal 67 o più probabilmente nominato nel 68 da Galba, in ogni caso per la sicurezza da lui offerta. Durante il suo mandato è attestata la nomina da parte sua di giudici per giudicare su problemi di confine tra varie popolazioni locali. Vecchio e ricco, Silvano non si agitava particolarmente per gli eventi di quell'anno, ma era trascinato dall'impetuoso procuratore Cornelio Fusco, grazie al quale le legioni di Silvano si unirono a favore di Vespasiano insieme a quelle di Mesia e Pannonia. In realtà, sembra che siano da rintracciare dei legami di Silvano con Vespasiano già in epoca claudia. Nel novembre del 69, Silvano decise infine di muovere le sue truppe, la legio XI Claudia Pia Fidelis e 6000 Dalmati appena reclutati, verso l'Italia e in particolare verso Roma contro Vitellio: le parole di Tacito sono sferzanti:
(Tacito, Historiae, III, 50, 2 [trad. Felice Dessì, BUR].)

### Culmine sotto i Flavi
Dopo la vittoria definitiva e l'insediamento di Vespasiano al potere, Silvano, evidentemente ritenuto un importante alleato dalla nuova dinastia regnante, si vide conferiti importanti incarichi. Già nel 70, Silvano fu preposto alla cura pecuniae dal senato nel tentativo, fallimentare, di iniziare il risanamento delle casse dello stato tramite la presa in prestito di sessanta milioni di sesterzi da privati cittadini. Tra 71 e 73, Silvano fu poi anche curator aquarum. In questi anni, Silvano ricevette anche il grande onore di un secondo consolato: la data non è chiaramente definita allo stato attuale della documentazione, e nella dottrina oscilla tra 72 e 76. Nel 79, Silvano fu poi scelto come sodalis Flavialis, sacerdote preposto al culto del divinizzato Vespasiano, e nell'81, il collegio arrivò a celebrare anche il culto del defunto e deificato Tito come sodales Flaviales Titiales. Necessariamente, la successione di cariche implica che Silvano facesse parte del più stretto circolo di amici della nuova dinastia.
Infine, il favore dei Flavi continuò anche sotto l'ultimo, Domiziano. Infatti, sembra che Silvano facesse parte del consilium principis, se, come è stato proposto, sia lui a celarsi dietro al temibile delator Pompeo che Giovenale ritrae nella famosa parodistica riunione imperiale della Satira IV, ma soprattutto Silvano fu insignito dello straordinario onore di un terzo consolato, designato probabilmente per l'83: con ogni probabilità, però, Silvano dovette morire tra la fine dell'82 e l'inizio dell'83, giacché non arrivò a ricoprire la carica.
Pompeo, estremamente ricco, non lasciò figli.